# Златко Томчић
Златко Томчић (хрв. Zlatko Tomčić; Загреб, 10. јул 1945) хрватски је предузетник и бивши политичар. Био је председник Хрватске сељачке странке од 1994. до 2005. године и председник Хрватски сабор у четвртом сазиву. Кратко је вршио дужност председника Републике Хрватске.

## Биографија
Инжењер је грађевине. Дипломирао је на Грађевинском факултету Универзитета у Београду. Бавио се пројектовањем грађевинских објеката, инвестиционим конзалтинг пословима у хотелским компанијама. Подручја његове специјалности су организација грађења у високоградњи и вођење грађевинских инвестиција. У области његова посебног рада убрајају се програм „Здраво становање“ и грађевинска ревитализација објеката споменика културе те екологија.
Пажњу јавности је на себе скренуо након што је 1992. године Хрватска сељачка странка ушла у Сабор, а он стао на њено чело. Иако је ХСС била у опозицији, Томчић је служио као министар у ХДЗ-овој влади Никице Валентића (1993-1995). Упркос томе, Странка је под његовим руководством брзо расла, углавном везивајући се уз странке центра као што су ХСЛС, Хрватска народна странка, ХКДУ и Истарски демократски сабор.
Посљедња таква коалиција - у којој се уз и ХНС, ИДС нашла и Либерална странка (ЛС) - формирана је 1999. године под неформалним називом Четворка, након што су Ивица Рачан и Дражен Будиша одлучили да Социјалдемократска партија и ХСЛС иду са сопственом коалицијом уместо велике „шесторке“. Када су након смрти председника Фрање Туђмана расписани председнички избори, Томчић је на састанку челника Четворке себе предложио као председничког кандидата, проценивши да ће у првом кругу добити око 10% гласова, али да ће својом кампањом далеко више помоћи прикупљању гласова на парламентарним изборима. Челници Четворке су на крају ипак одлучили да њихов кандидат буде Стјепан Месић, који је на крају изабран за председника.
Након парламентарних избора 2000. године СДП, ХСЛС и Четворка је ипак формирала власт, а Томчић је добио место председника Хрватског савбора. Њега је преузео 2. фебруара 2000. године од Влатка Павлетића, а с њим привремено и дужност председника Републике Хрватске до Месићеве инаугурације две недеље касније.
Томчић се с временом прикључио Рачану после његовог раскола са Будишом, те остао на месту председника Сабора до парламентарних избора 2003. године. ХСС је на тим изборима ишла самостално, одбивши се изјаснити хоће ли након избора у коалицију са СДП-ом или ХДЗ-ом. Изборе је на крају добио ХДЗ, али и саставио владу без ХСС-а, који је добио далеко мање више саборских места него 2000. године Томчића је на месту председника Сабора заменио Владимир Шекс из победничког ХДЗ-а,
У децембру 2005. године страначко незадовољство изборним резултатима кулминирало је Томчићевим смењивањем. Замјенио га је Јосип Фришчић. После пораза у странци два месеца касније препустио је саборски мандат и отишао из политике.
После политиле ушао је у предизетништно оснивајући грађевинску компанију. Власник је Капитал инжињеринга.